# 外濠公園

外濠公園（そとぼりこうえん）とは、東京都千代田区（一部新宿区）にある公園である。
江戸城外濠の土手や濠の跡を利用して作られており、濠に沿ってJR中央線飯田橋駅付近から四ツ谷駅南側までの約2kmにわたって細長く続く。江戸城外堀としては往時の姿をそのままに残す国指定の史跡である。

## 概要
JR中央線の飯田橋駅付近から四ツ谷駅付近までに残る、かつての江戸城外濠（牛込濠、新見附濠、市ヶ谷濠）の千代田区側に位置している。
外濠の北東側には飯田橋駅付近から四ッ谷駅南側にかけて、外濠から中央線の線路を挟んで土手上に遊歩道が続いている。ただし、新見附橋付近、市ケ谷駅付近、四ツ谷駅付近でそれぞれ街路により分断されている。
また、四ツ谷駅西側には「外濠公園総合グラウンド」として、かつて濠があった場所にナイター設備や観客席を備えた野球場やテニスコートなどの運動施設が設置されているが、ここと他の部分はJR中央線の線路で隔てられている。分断されている部分の間は徒歩数分以内で行き来できる。四ツ谷駅付近は「無番地」の地（区域としては新宿区四谷1丁目）としても知られる。
公園付近にはオフィスや学校が多く、散策以外にも通勤通学、昼の休憩にも利用されている。また、公園内には桜の木が多く、花見の名所としても有名である。春には桜が咲き乱れ、その下で多くの宴会が催される（宴会は禁止されているようであるが、実際には無視されており、区も花見時には特別にゴミ捨て場などを設置している）。ただし飯田橋～市ヶ谷には東京逓信病院があるため、その付近では特に宴会は注意が必要である。

## 歴史
江戸城総構えの外周をなす外濠の土手は形式的とはいえ軍事施設の扱いであり、明治維新以降も「この土手登るべからず」と記された看板が設置され、立ち入りが禁止されていた。
しかし1921年に法政大学が牛込濠端（現在の市ヶ谷キャンパス所在地）に移転して以来、禁を破って土手に入り込む同大学生が後を絶たず、警察官が出動し学生との小競り合いが生じる例が後を絶たなくなった。事態を重くみた法政大学は、校友であった東京市会議員の協力を得て東京市（当時）に対して「外濠の土手開放」を強く求め、結果として1927年（昭和2年）8月31日に、大学最寄の牛込駅から新見附の間を外濠公園として開放された。その後公園の範囲を拡大し、現在の状態に至っている。「外濠を憩いの場として活用できるようにしたのは法大生であった」とされる。
現在も「東京市 外濠公園」の石標が、新見附橋付近の公園入り口に残されており、往時を偲ばせている（本項の写真を参照）。

## アクセス
- JR・地下鉄飯田橋駅・市ケ谷駅・四ツ谷駅からそれぞれ徒歩2～5分。

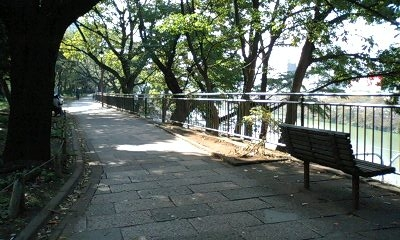
東京逓信病院付近の公園内。すぐ右側が中央線、さらにそのすぐ右に外濠
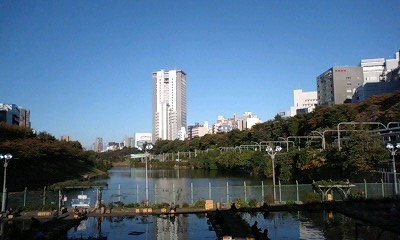
市ケ谷駅付近から外濠（新見附濠）方向を臨む。右側から中央にかけて伸びる中央線線路の上に、左右に伸びている木々が外濠公園の木々である
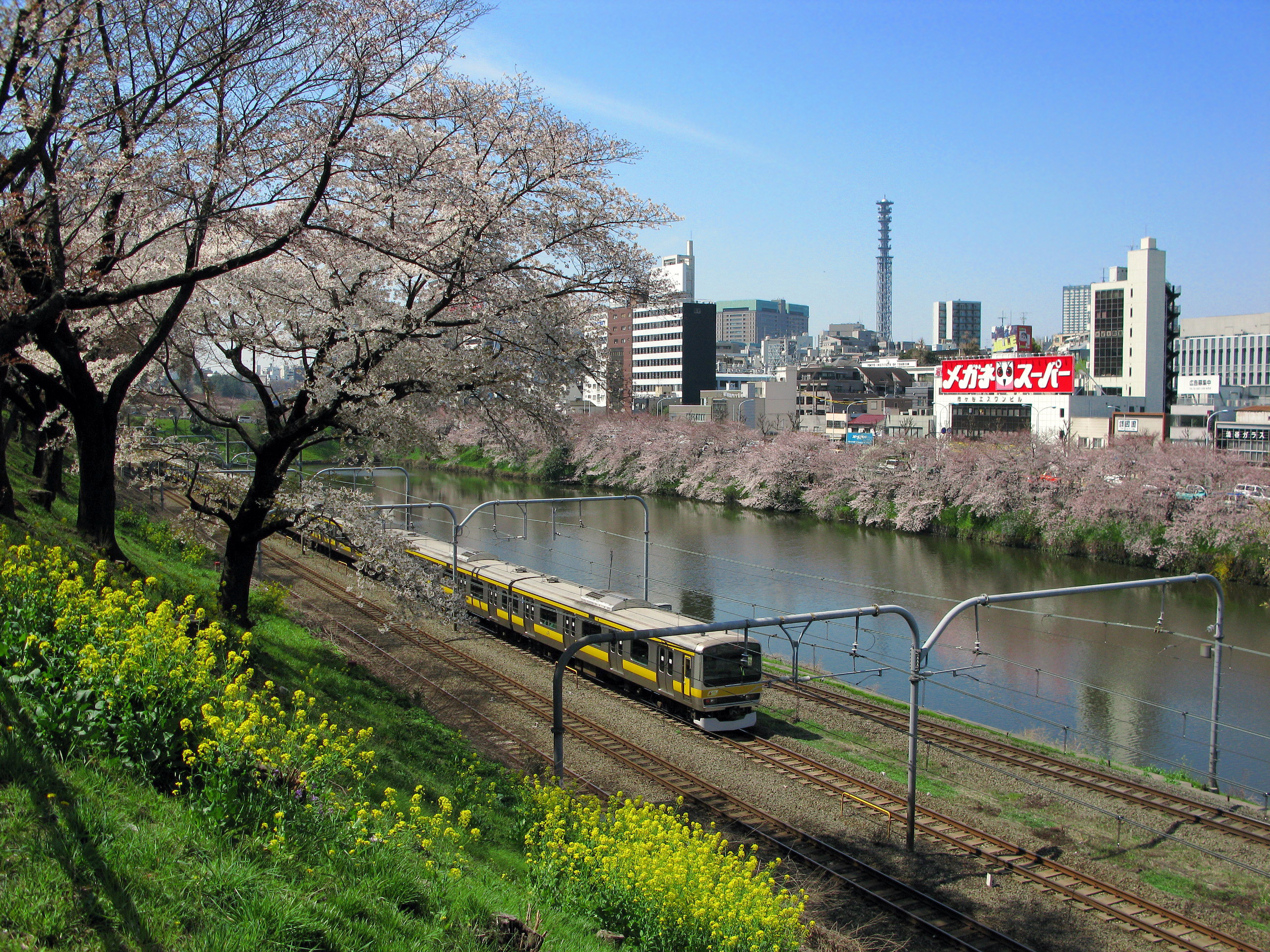
飯田橋駅付近の外濠公園から外濠（牛込濠）方向を臨む
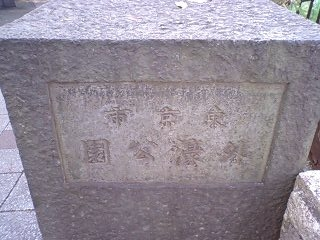
「東京市 外濠公園」の銘柱